# Müşkür

Localização do distrito azeri de Khachmaz, onde se localiza a cidade de Müşkür.

Müşkür é uma pequena cidade em Khachmaz, Azerbaijão.